# Edward B. Titchener
Edward Bradford Titchener, född 11 januari 1867 i Chichester, död 3 augusti 1927 i Ithaca, var en brittisk-amerikansk psykolog.

## Biografi
Titchener blev professor 1892 vid Cornell University, 1908 vid Clark University och 1910 vid Cornell University. Han hade studerat under Wilhelm Wundt och etablerade sig som en av USA:s främsta representanter för den experimentella psykologin. Han utgav 1894–1920 den psykologiska kvartalsskriften "Mind" och var från 1921 utgivare av "American Journal of Psychology".